# Vay
Vay (bretonisch: Gwez) ist eine französische Gemeinde mit 2.084 Einwohnern (Stand: 1. Januar 2022) im Département Loire-Atlantique in der Region Pays de la Loire; sie gehört zum Arrondissement Châteaubriant-Ancenis und zum Kanton Guémené-Penfao. Die Einwohner werden Vayens genannt.

## Geografie
Vay liegt etwa 30 Kilometer südwestlich von Châteaubriant. Umgeben wird Vay von den Nachbargemeinden Marsac-sur-Don im Norden, Nozay im Osten, La Grigonnais im Süden und Südosten, Blain im Süden und Südwesten sowie Le Gâvre im Westen und Südwesten.

## Sehenswürdigkeiten
- Menhir La Drouetterie
- Kirche Saint-Pierre, Ende des 19. Jahrhunderts erbaut
- Kapelle Saint-Germain, im 13. Jahrhundert erbaut, Umbauten bis in das 15. Jahrhundert
- Herrenhaus La Cineraye
- Mühle am See Clégreuc
- Rathaus

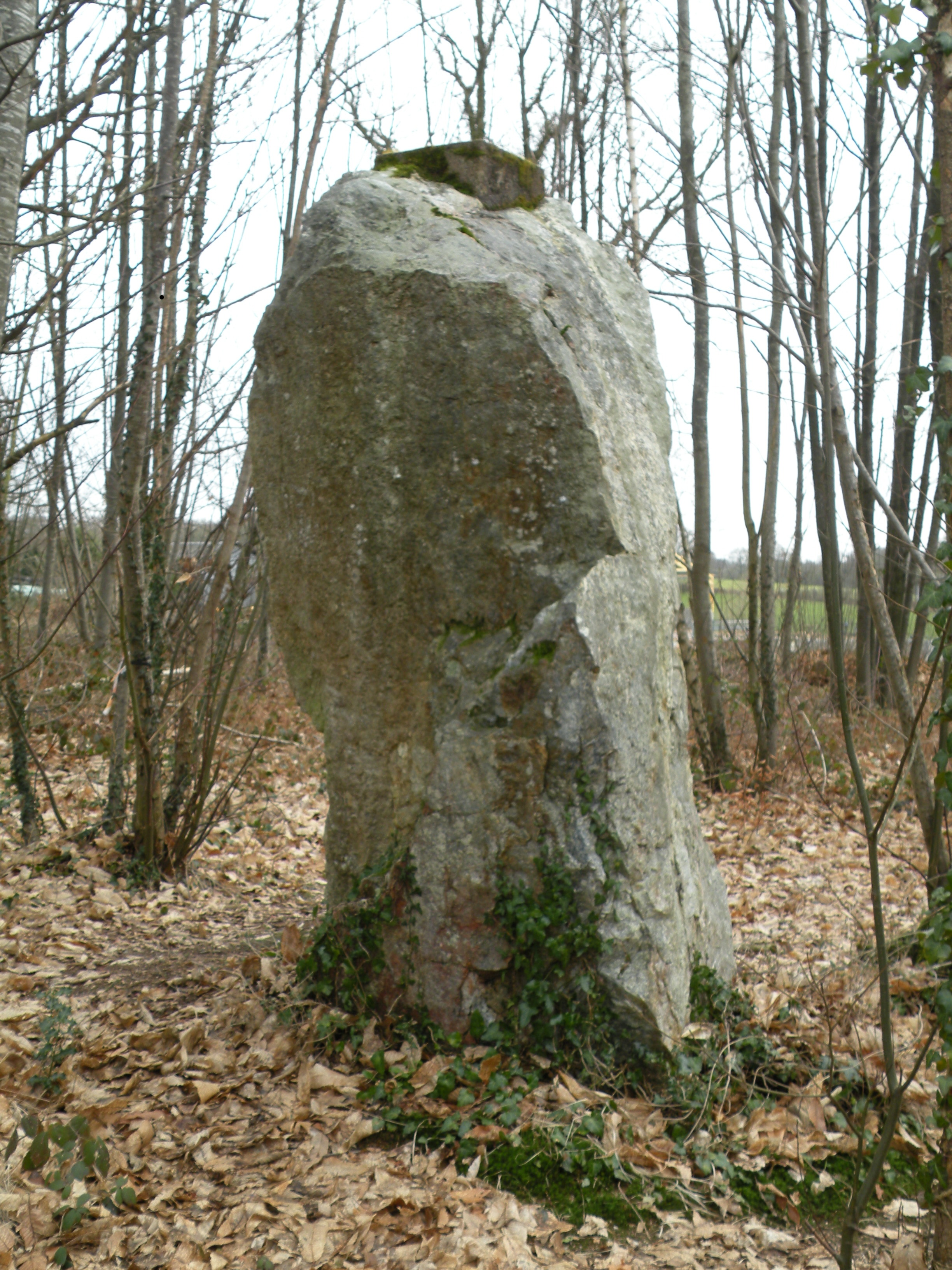
Menhir von La Drouetterie
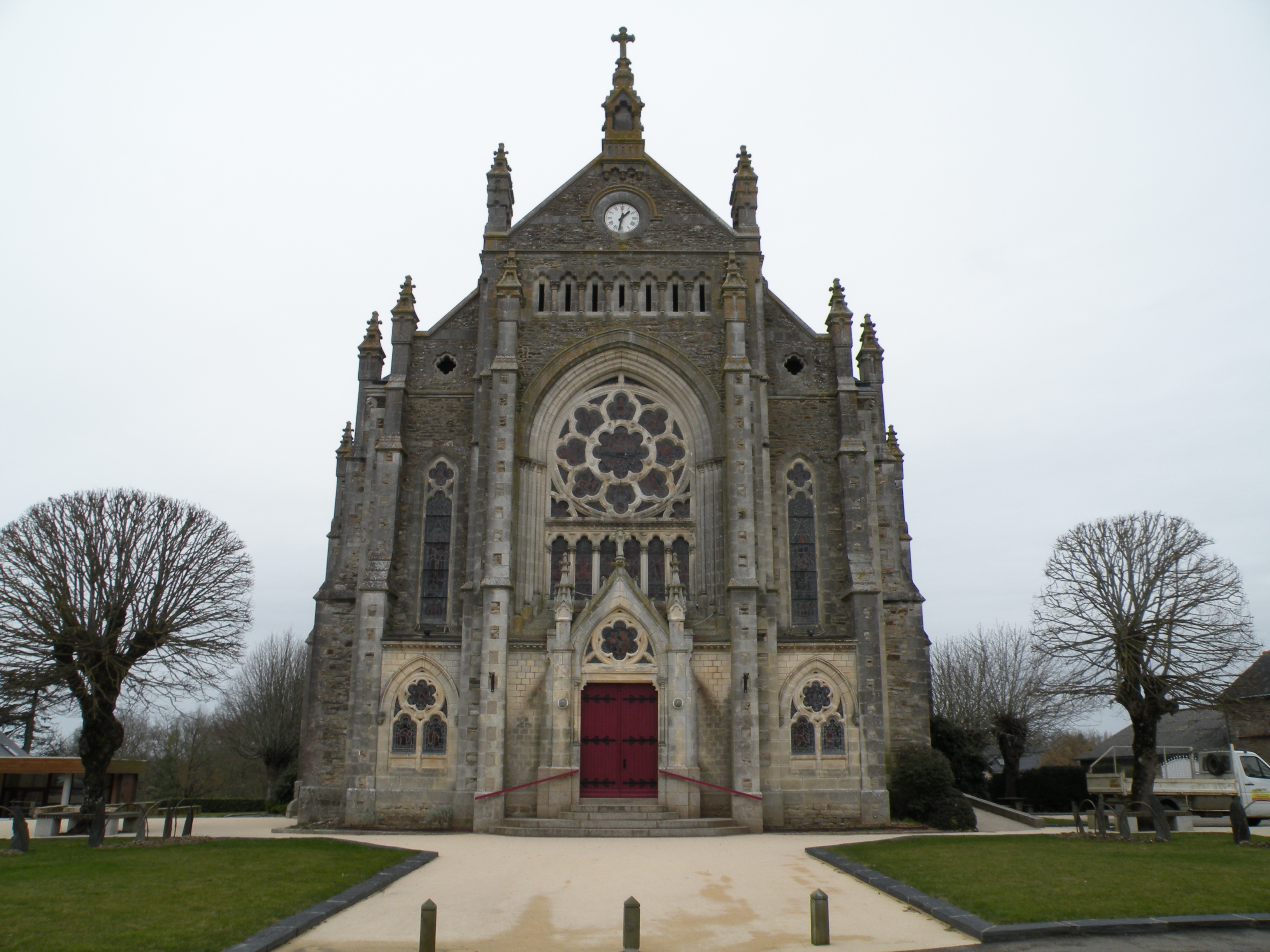
Kirche Saint-Pierre
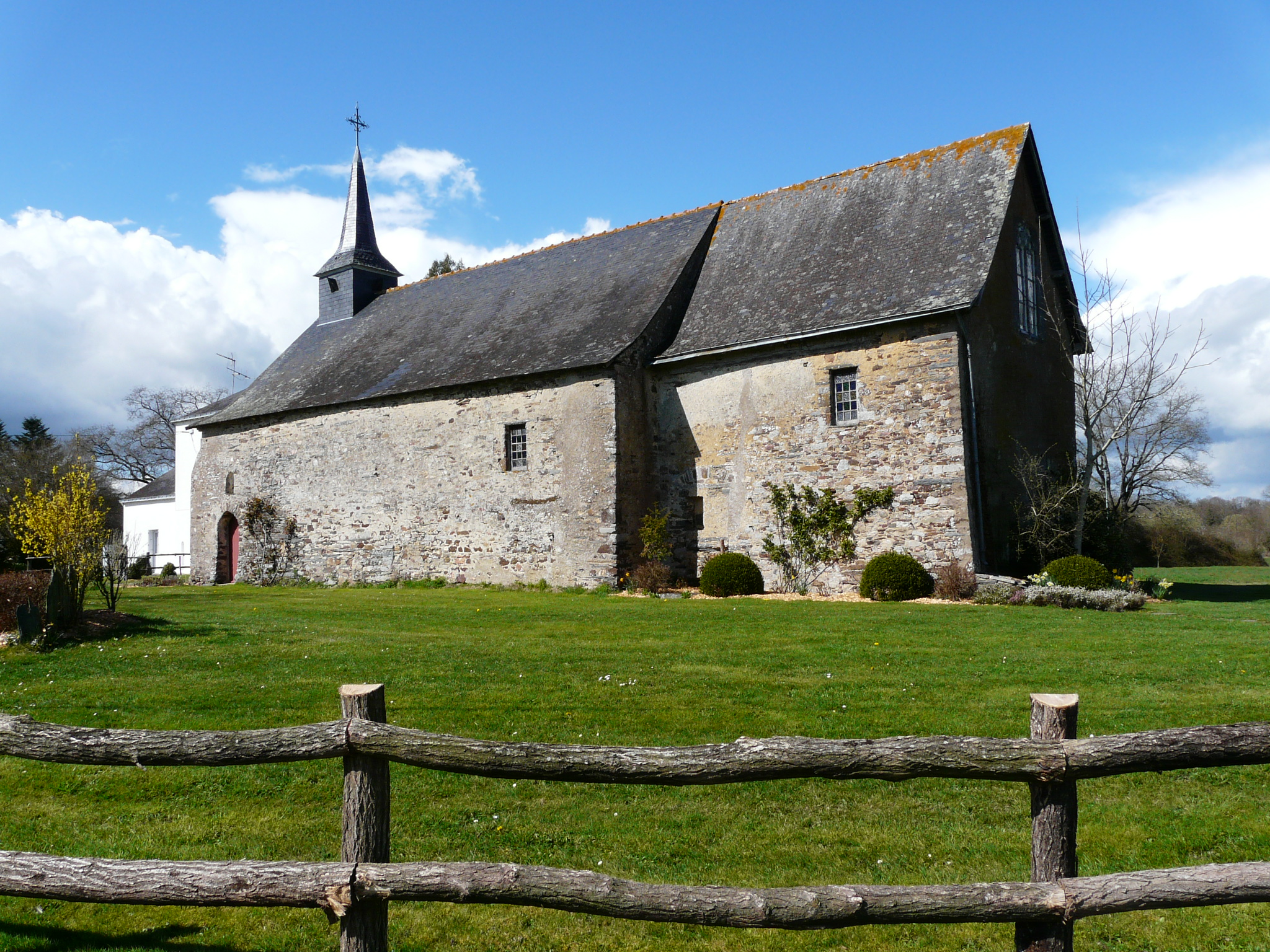
Kapelle Saint-Germain
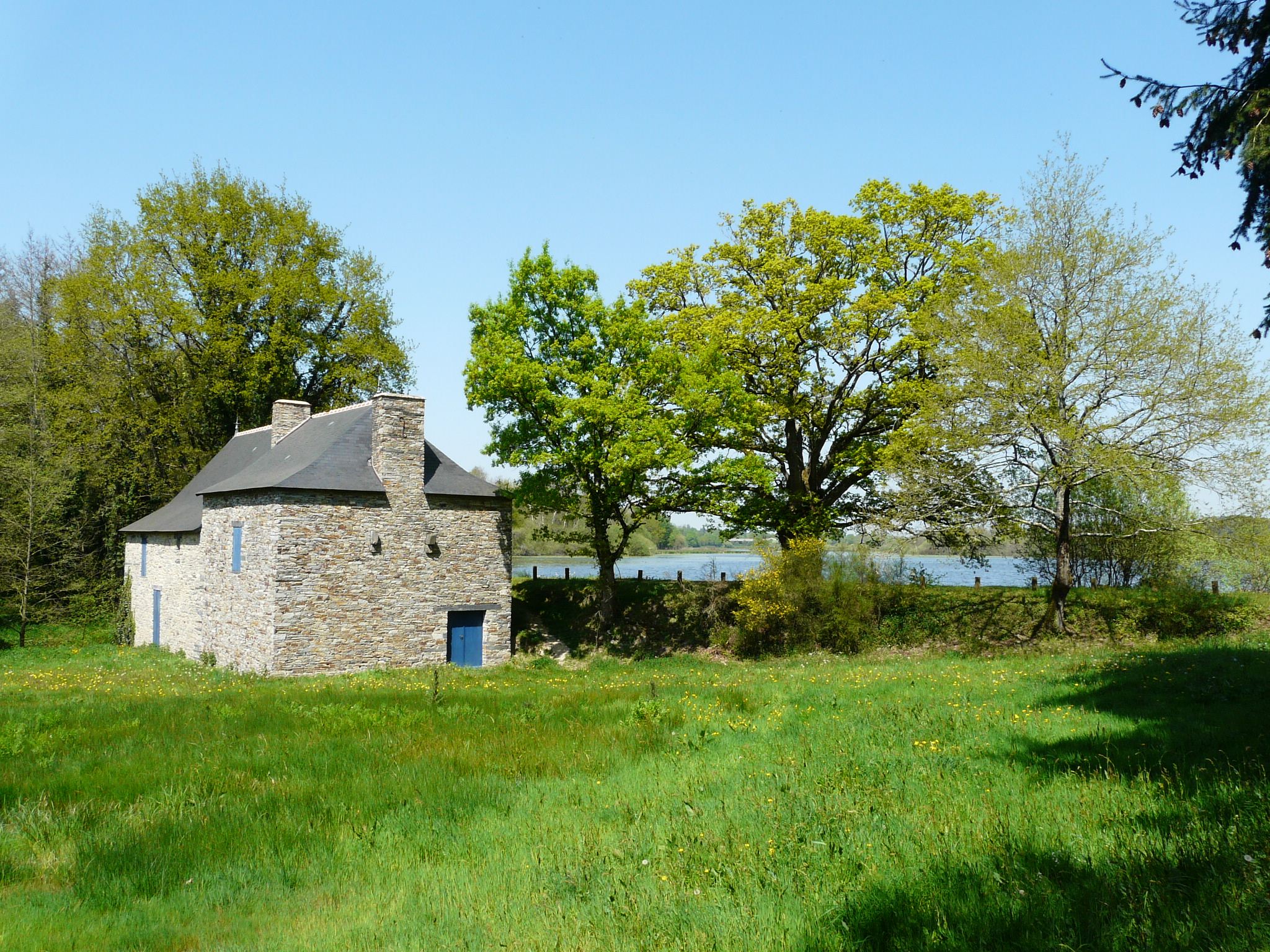
Mühle am See Clégreuc

## Bevölkerungsentwicklung
| Jahr                       | 1962 | 1968 | 1975 | 1982 | 1990 | 1999 | 2006 | 2017 |
| Einwohner                  | 1293 | 1219 | 1099 | 1119 | 1122 | 1227 | 1725 | 2046 |
| Quellen: Cassini und INSEE |      |      |      |      |      |      |      |      |

## Persönlichkeiten
- Éloi Tassin (1912–1977), Radrennfahrer